# Hannes Wilksch
Hannes Wilksch, né 30 octobre 2001 à Straußberg (Sondershausen), est un coureur cycliste allemand, qui participe à des compétitions sur route et sur piste.

## Biographie
Avec l'équipe allemande, il bat le record du monde de la poursuite par équipes sur 4 000 mètres le 15 août 2019.
Il participe au Tour de l'Ain 2022 sous les couleurs de l'équipe d'Allemagne espoirs de cyclisme sur route, épreuve sur laquelle il remporte le classement de la montagne. Il voit cette épreuve comme une préparation pour le Tour de l'Avenir 2022 sur lequel il nourrit des ambitions au classement général.
Wilksch est promu dans l'équipe première Tudor en 2024 et signe un contrat avec sa formation portant sur trois saisons.

## Palmarès route
- 2019
  - Saarland Trofeo :
    - Classement général
    - 3eb étape (contre-la-montre par équipes)

  - 3e des Trois Jours d'Axel
- 2022
  - 5e étape du Tour de l'Avenir (contre-la-montre par équipes)
  - 2e du championnat d'Allemagne sur route espoirs
  - 2e du championnat d'Allemagne du contre-la-montre espoirs
- 2023
  - 3e de l'Orlen Nations Grand Prix
  - 3e du Tour d'Italie espoirs
  - 3e du Grand Prix de Plouay (1.2)

### Classements mondiaux
| Année                                 | 2020  | 2021 | 2022 | 2023 |
| ------------------------------------- | ----- | ---- | ---- | ---- |
| Classement mondial                    | 1730e | nc   | 674e | 716e |
| UCI Europe Tour                       | 1279e | nc   | 520e | nc   |
|                                       |       |      |      |      |
| Légende : nc = non classéSource : UCI |       |      |      |      |

## Palmarès sur piste

### Championnats du monde
| Édition / Épreuve                   | Poursuite par équipes | Américaine |
| Francfort-sur-l'Oder 2019 (juniors) | Or                    | Argent     |

### Championnats d'Europe
| Édition / Épreuve   | Poursuite par équipes | Course aux points |
| Gand 2019 (juniors) | Bronze                | Bronze            |